# Marvel Noir
Marvel Noir est le nom générique d’un ensemble de comics thématiques publiés par Marvel Comics depuis 2009. Le scénariste Fred Van Lente et le dessinateur Dennis Calero, en créant la mini-série X-Men Noir, ont inauguré un genre qui combine des éléments des films noirs et des magazines pulps avec l’univers super-héroïque Marvel.

## Synopsis
Les histoires se déroulent en dehors de la continuité Marvel. À cette fin, elles sont situées sur la Terre-7207, l’équivalent de la Terre-616 dans un univers alternatif. Le principe de base de ces séries est de transposer les super-héros actuels dans les années 1920 et 1930, en remplaçant leurs pouvoirs par des traits de caractère archétypaux des romans noirs, dans un style graphique très contrasté proche du noir et blanc.

## Publication
Ces mini-séries comportent chacune 4 numéros, sauf Weapon X qui est un one shot.
| Titre                                | Scénariste                     | Dessinateur                                                         | Date      | Album français                  |
| ------------------------------------ | ------------------------------ | ------------------------------------------------------------------- | --------- | ------------------------------- |
| Daredevil Noir                       | Alexander C. Irvine            | Tomm Coker                                                          | 2009      | Poker menteur (2010)            |
| Spider-Man Noir                      | David Hine et Fabrice Sapolsky | Carmine Di Giandomenico                                             | 2008-2009 | Les Illusions perdues (2009)    |
| X-Men Noir                           | Fred Van Lente                 | Dennis Calero                                                       | 2009      | Qui a tué Jean Grey ? (2010)    |
| Wolverine Noir                       | Stuart Moore                   | C.P. Smith, Dennis Calero                                           | 2009      | Péché originel (2010)           |
| Luke Cage Noir                       | Mike Benson et Adam Glass      | Shawn Martinbrough (couvertures de Tim Bradstreet et Dennis Calero) | 2009-2010 | Clair de lune sur Harlem (2011) |
| Punisher Noir                        | Frank Tieri                    | Paul Azaceta (couvertures de Tim Bradstreet et Dennis Calero)       | 2009      | La Guerre pour patrie (2010)    |
| X-Men Noir: The Mark of Cain         | Fred Van Lente                 | Dennis Calero                                                       | 2009-2010 | La Marque de Caïn (2011)        |
| Spider-Man Noir: Eyes without a Face | David Hine et Fabrice Sapolsky | Carmine Di Giandomenico                                             | 2009      | Les Yeux sans visage (2010)     |
| Iron Man Noir                        | Scott Snyder                   | Manuel Garcia (couvertures de Mike Fyles)                           | 2010      | La Quête du cœur (2011)         |
| Weapon X Noir                        | Dennis Calero                  | Dennis Calero                                                       | 2010      | Inclus dans La Marque de Cain   |
| Deadpool Pulp                        | Mike Benson & Adam Glass       | Laurence Campbell                                                   | 2012      |                                 |

## Apparition en film
Le Spider-Man noir apparait pour la première fois au cinéma dans le film de 2018 : Spider-Man: New Generation (Spider-Man: Into the Spider-Verse) de Peter Ramsey, Bob Persichetti et Rodney Rothman. Il est doublé dans la version originale par Nicolas Cage, et fait une autre apparition furtive à la fin du film  Spider-Man : Across the Spider-Verse.

## Éditeurs
- Marvel Comics : version originale
- Marvel France : tomes 1 à 9 (première édition des tomes 1 à 9)